# Handball club d'Aix-en-Savoie
Le Handball club Aix-en-Savoie ou HBCA est un club de handball français basé dans la ville d'Aix-les-Bains et dans le département de la Savoie.
Le club évolue actuellement en Championnat de France masculin de handball de Nationale 2.
Le club a également eu l'actuel entraîneur de l'équipe de France (Guillaume Gille et Raphaël Planchet) de 2014 à 2016.

## Palmarès
- Vice-champion de France de Nationale 2 en 2016.

## Repères historiques
- 1964 : fondation du club.
- 1983 : la section féminine accède en Championnat de France de Nationale 1 (première division).
- 1984 : le club termine deuxième de sa poule basse et est maintenu en D1.
- 1985 : le club termine cinquième (sur 10) du Championnat de France. Florence Garcin est co-meilleure buteuse du championnat avec Carole Martin.
- 1986 : le club termine huitième (sur 10) du Championnat de France. Battu en barrages, le club est relégué.
- 1988 : le club termine deuxième de Nationale 2 et retrouve le Championnat de France.
- 1989 : la section féminine est relégué en Nationale 2 (D2).
- 2014 : Guillaume Gille est nommé entraîneur.
- 2016 : la section masculine est vice-champion de France de Nationale 2 (D4).
- 2017 : la section masculine termine dernière de sa poule de relégation en Nationale 1 et est relégué.
- 2018 : la section masculine termine onzième sur douze de sa poule en Nationale 2 et est relégué en  vice-champion de France de Nationale 3 (D5).
- 2024 : le club fête ses 60 ans, et Kenny Fidji ancien joueur professionnel devient entraineur de l'équipe première.

## Galerie

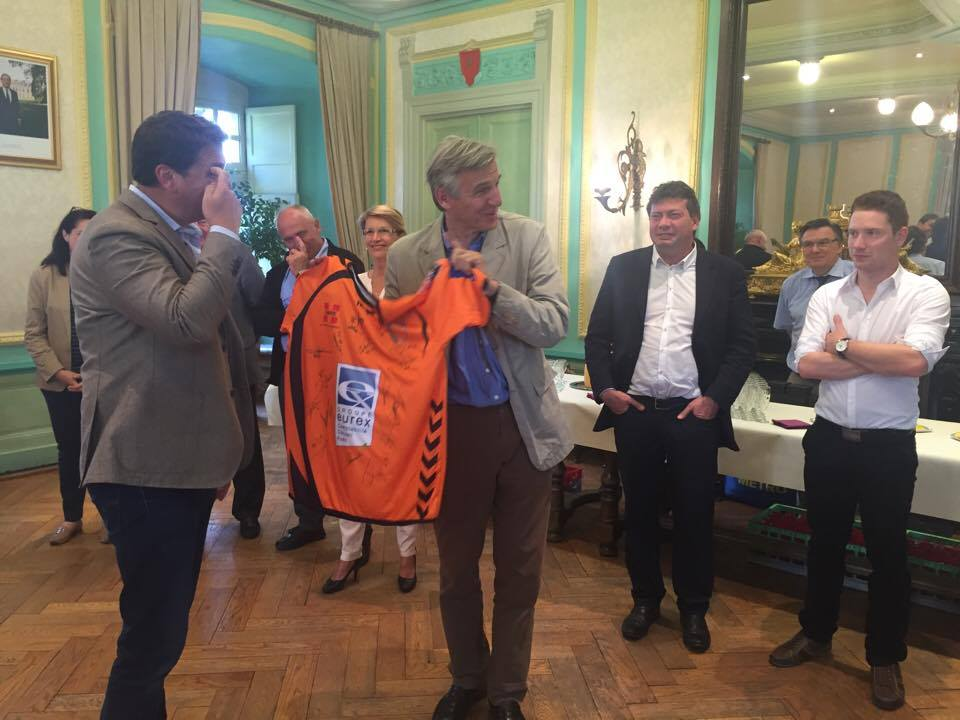
Réception pour la montée en N1 à l'Hôtel de Ville en présence de Dominique Dord.
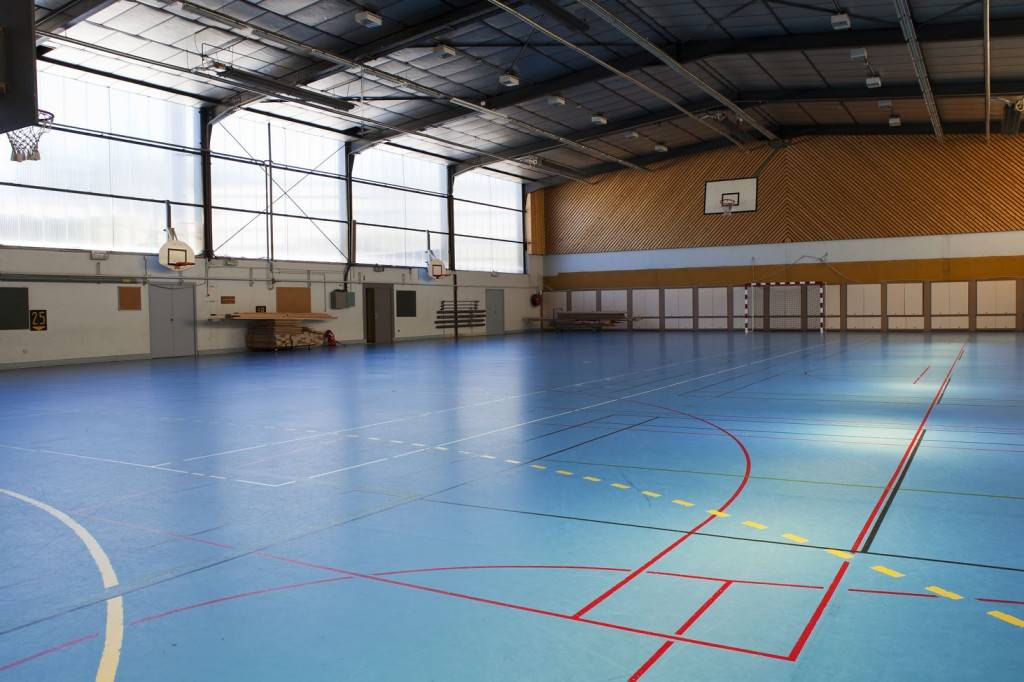
Terrain d'entrainement du HBCA à la Halle Marlioz
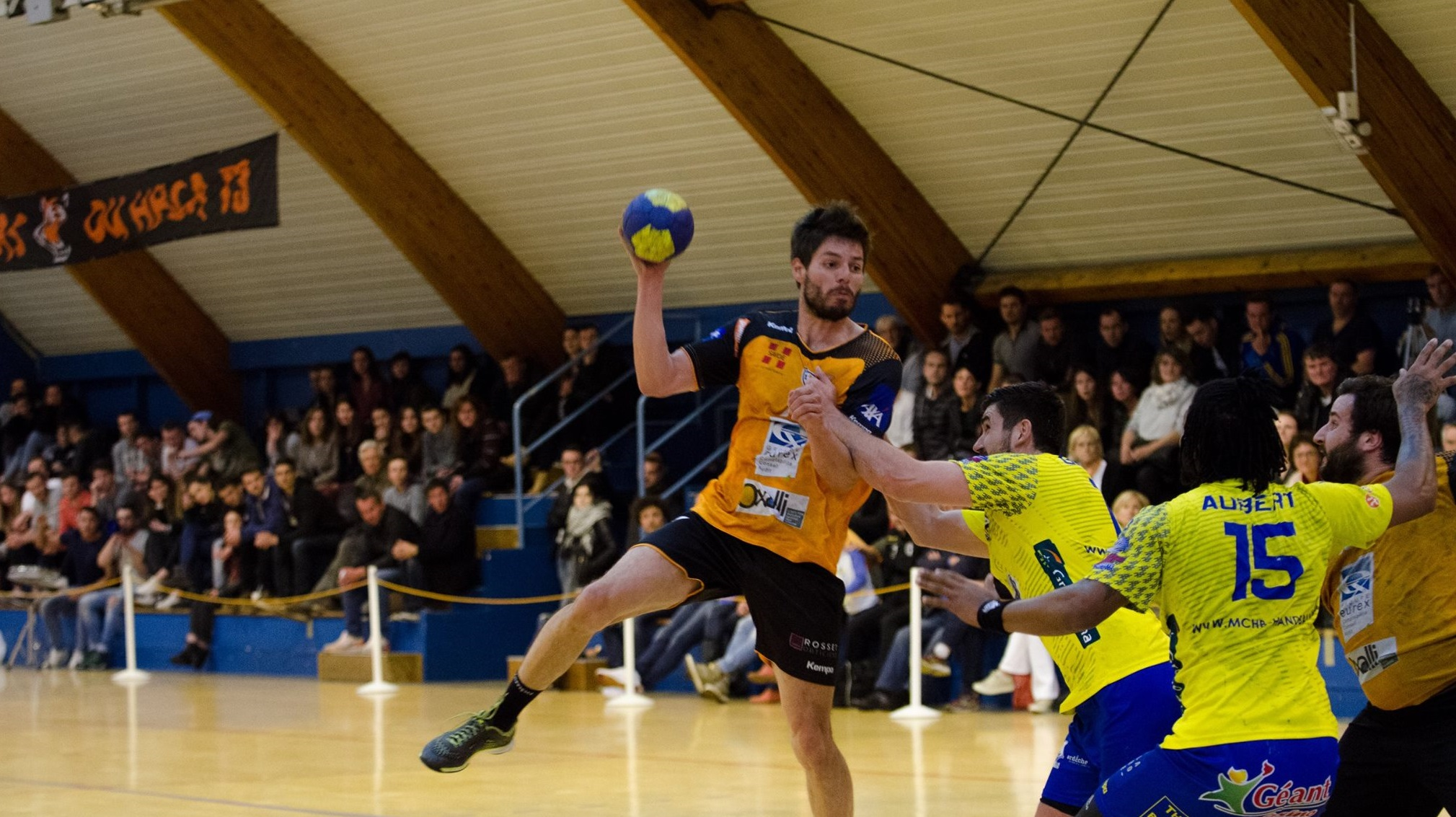
Match de Nationale 1 face à Montélimar en avril 2017.